# Rhullick ny Quakeryn

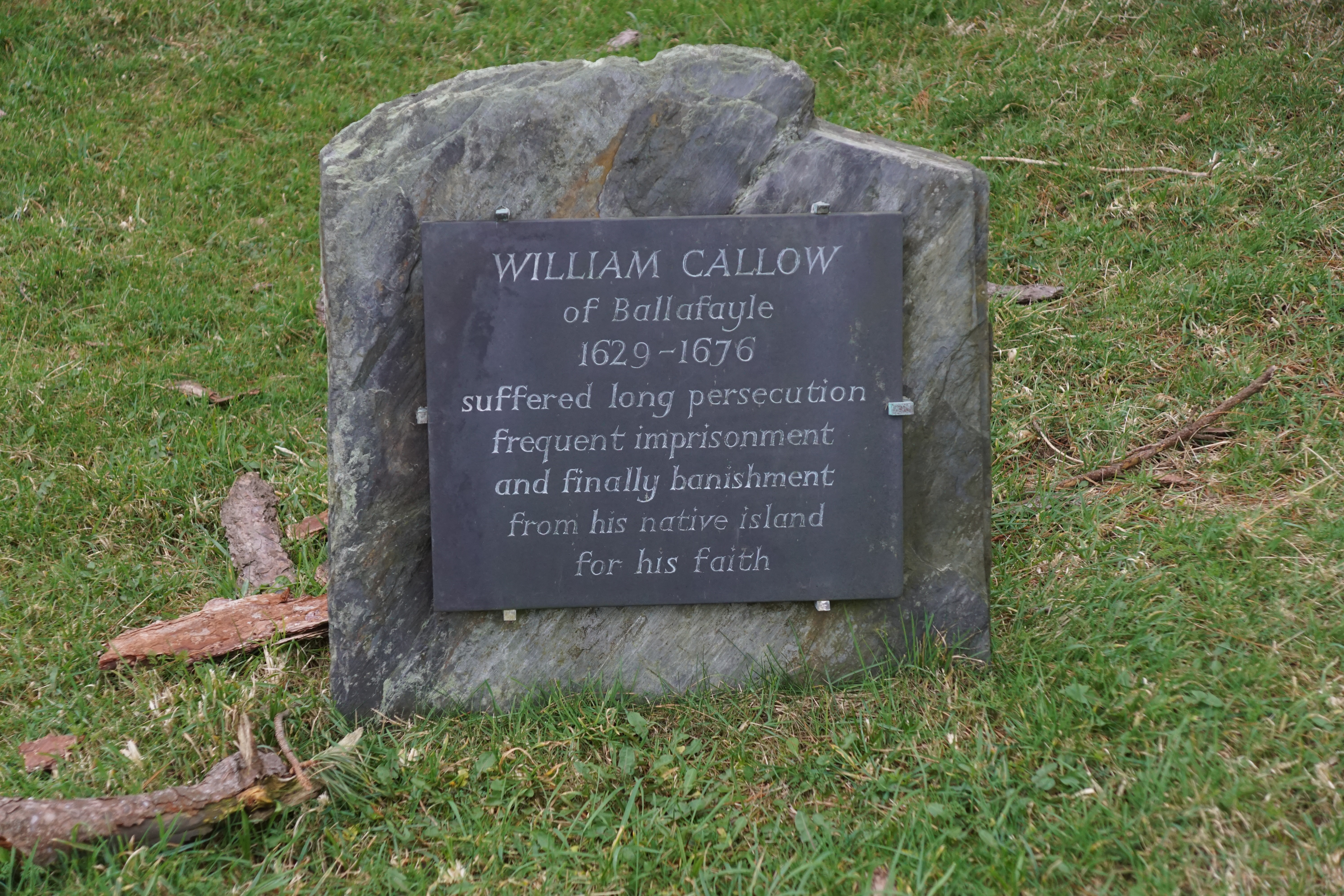
De moderne grafsteen voor de Quaker William Callow.

Rhullick ny Quakeryn is een zeventiende-eeuwse en vroeg achttiende-eeuwse begraafplaats voor Quakers gelegen in Cornaa in de parish Maughold op het eiland Man.

## Geschiedenis
De begraafplaats met de naam Rhullick ny Quakeryn, wat Manx-Gaelisch is voor begraafplaats van de Quakers, werd in de zeventiende eeuw aangelegd en gebruikt tot in de vroege achttiende eeuw. De locatie werd wellicht gekozen omdat in het veld ernaast ooit een veldkerk stond waar ook lateigraven zijn gevonden. De grond voor de begraafplaats werd gedoneerd door een lokale boer genaamd Callow die ook Quaker was. Quakers mochten niet begraven worden op de christelijke begraafplaatsen op het eiland.
In 1731 werd de begraafplaats omringd met een heg. 
Dit is de enige begraafplaats voor Quakers op het eiland Man.
Het eiland Man kwam in aanraking met het gedachtegoed van de  Quakers tijdens de Engelse Burgeroorlog (1642-1651) maar werd pas prominenter in de daaropvolgende jaren toen Sir Thomas Fairfax gouverneur was. Een aantal Quakers werd uiteindelijk verbannen van het eiland doordat zowel kerk als de staat bang was dat het Quaker-gedachtegoed verder zou verspreiden.

## Beschrijving
Rhullick ny Quakeryn ligt op een heuvel en is min of meer rechthoekig van vorm en ligt aan de westzijde van de weg. In de 21e eeuw is de begraafplaats omringd door een (moderne) stenen omwalling. Op de begraafplaats zijn geen originele grafmarkeringen te vinden. Er staat een moderne grafsteen met de tekst " William Callow of Ballafayle 1629 - 1679 suffered long persecution, frequent imprisonment and finally banishment from his native island for his faith" (Vrij vertaald: William Callow van Ballafayle 1629-1679 leed lang aan vervolging, werd vaak gevangengezet en werd uiteindelijk verbannen van het eiland waar hij geboren en getogen was ten gevolge van zijn geloof.)
Callow was een lokale boer en Quaker. Hij werd, waarschijnlijk door de invloed van Charles Stanley, achtste graaf van Derby en Lord van Man, met enige mede-Quakers verbannen van het eiland en wist pas in 1672, na de dood van de graaf terug te keren.
In 1676 werd Callow begraven op de Rhullick ny Quakerin. Het is onbekend hoeveel van zijn mede-quakers hier zijn begraven.

## Beheer
Rhullick ny Quakeryn wordt beheerd door Manx National Heritage net als de vlak bij gelegen Ballafayle Cairn.